# Scolops austrinus
Scolops austrinus är en insektsart som beskrevs av Breakey 1929. Scolops austrinus ingår i släktet Scolops och familjen Dictyopharidae. Inga underarter finns listade i Catalogue of Life.